# 11299 Annafreud
11299 Annafreud este un asteroid din centura principală de asteroizi.

## Descriere
11299 Annafreud este un asteroid din centura principală de asteroizi. A fost descoperit pe 22 septembrie 1992 la Observatorul La Silla de Eric Walter Elst. Asteroidul prezintă o orbită caracterizată de o semiaxă mare de 2,74 ua, o excentricitate de 0,05 și o înclinație de 4,4° în raport cu ecliptica.